# Klara Zamenhof
Klara Zamenhof, lánykori nevén Klara Silbernik (Kowno, 1863. október 5. – Varsó, 1924. december 6.) Lazar Markovics Zamenhof felesége, eszperantista, az eszperantó nyelv elindítója.

## Életútja
Leánykori nevén Silbernik (eszperantó nyelven a „Zilbernik” írásmódot is használják). Hozományával hozzájárult az 1887-ben kiadott Unua Libro, az első eszperantó nyelvkönyv kiadásához. A férje állandó munkatársa volt, gyakran látott el titkári feladatokat. Zamenhof halála után is aktívan részt vett a mozgalomban. Segítségével Varsóban megalakult az Eszperantó Concord Kör. 1905–1924 között részt vett az évente megrendezett Eszperantó Világkongresszuson (kivéve az 1915-ben San Franciscóban megrendezett találkozót).
Testvére, Joseph Silbernik (1850–1925), az UEA küldöttje hosszú évekig aktív eszperantista volt az Amerikai Egyesült Államokban.
Lejbovich Silbernik Sándor (Sender) és Goda Mejerovna Silbernik lánya. Eszperantistává vált 1887-ben vagy korábban.
„A feleségem a leghűségesebben és leglelkesebben vesz részt minden szenvedésben és kellemetlenségben, amelyet az eszperantó az évek során okozott.” (Ludoviko Zamenhof)

## Fordítás
- Ez a szócikk részben vagy egészben  a   Klara Zamenhof című eszperantó Wikipédia-szócikk ezen változatának fordításán alapul.  Az eredeti cikk szerkesztőit annak laptörténete sorolja fel. Ez a jelzés csupán a megfogalmazás eredetét és a szerzői jogokat jelzi, nem szolgál a cikkben szereplő információk forrásmegjelöléseként.